# الحملة الصليبية على المهدية
الحملة الصليبية على المهدية، والتي تُعرف أيضًا باسم الحملة الصليبية البربرية، كانت حملة عسكرية فرنسية جنوية في عام 1390 أدت إلى حصار المهدية، التي كانت آنذاك معقلًا للمجاهدين البربر في إفريقية الحفصية (التي تتوافق جغرافيًا مع تونس الحديثة). تُعَد سجلات فرويسارت الرواية الرئيسية لواحدة من آخر الحملات الصليبية..

## خلفية
خلال فترات الهدوء التي سادت خلال حرب المائة عام، بحث الفرسان عن فرص للمجد والشرف. وعندما تقترب سفراء جنوة من الملك الفرنسي شارل السادس للانضمام إلى حملة صليبية، دعموا بشغف خطة محاربة المجاهدين المسلمين من شمال إفريقيا. كان لهؤلاء المجاهدين قاعدتهم الرئيسية في المهدية على ساحل البربر. كانت جنوة مستعدة لتزويد السفن والإمدادات و12000 من الرماة و8000 جندي مشاة، إذا قدمت فرنسا الفرسان. تم تقديم اقتراح الدوق أنطونيو أدورنو على أنه حملة صليبية. وعلى هذا النحو، فإنه سيعطي هيبة للمشاركين فيها، ووقفًا مؤقتًا لديونهم، وحصانة من الدعاوى القضائية، وغفرانًا بابويًا. تضمنت القوة الفرنسية أيضًا بعض المشاركين الإنجليز وتألفت من 1500 فارس تحت قيادة لويس الثاني دوق بوربون.

## حصار المهدية

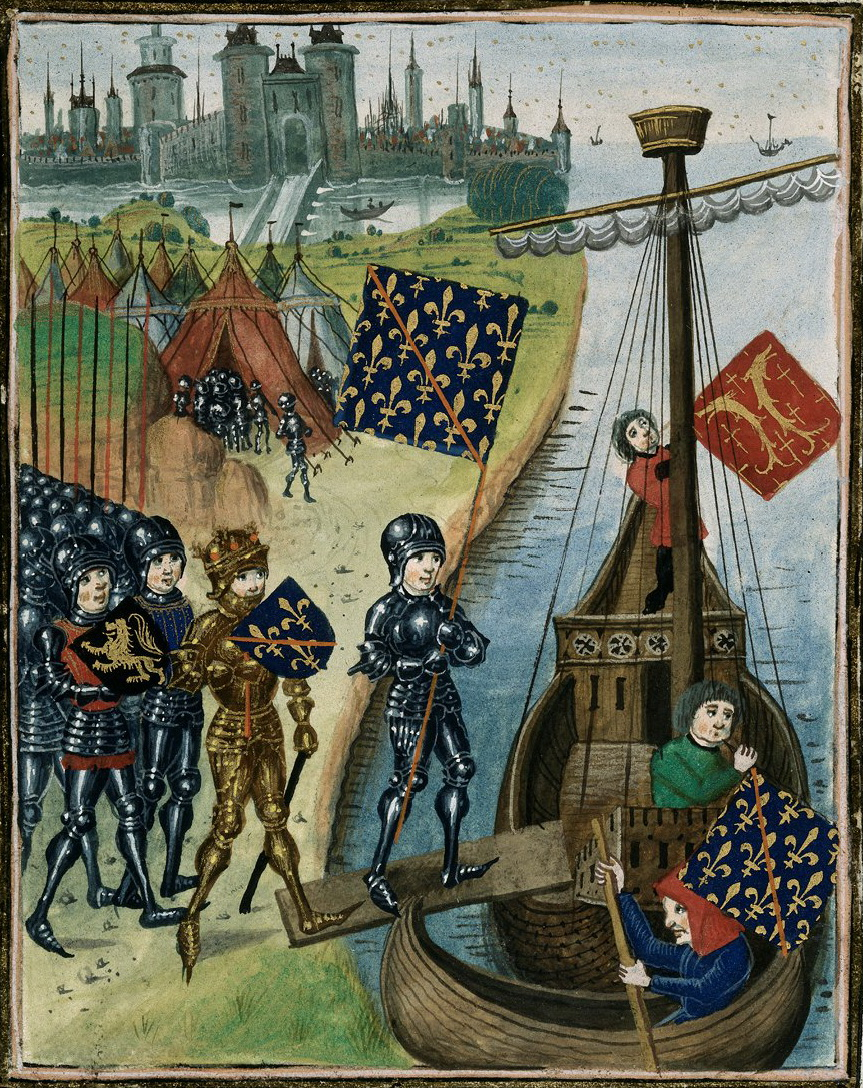
حملة المهدية

يقال إن السلطان الحفصي أبو العباس أحمد الثاني حشد جيش إغاثة قوامه 40 ألف رجل بدعم من ملوك بجاية وتلمسان الذين خيموا بالقرب منه، وتجنبوا القتال الضار، لكنهم بدأوا في مضايقة الصليبيين. كان على الصليبيين بناء جدار حول معسكرهم وتحصينه. أرسل البربر فريقًا تفاوضيًا يسألون لماذا يهاجمهم الفرنسيون حيث انهم هاجموا الجنويين فقط، وهو أمر طبيعي بين الجيران. وردًا على ذلك قيل لهم إنهم كفار "صلبوا وقتلوا ابن الله المسمى يسوع المسيح". ضحك البربر قائلين إن اليهود هم من فعلوا ذلك (حسب العقيدة المسيحية). توقفت المفاوضات.
وفي مواجهة لاحقة مع جيش الإغاثة الضخم، قتل الصليبيون الكثيرين، لكنهم اضطروا في النهاية إلى التراجع منهكين ومتعبين. ولم يكن طول الحصار محبطًا لهم فحسب، بل إن أنظمتهم اللوجستية بدأت تضعف. وعندما صُد الهجوم النهائي على المدينة، كانوا مستعدين للتسوية بمعاهدة. وعلى الجانب الآخر، أدرك البربر أنهم لا يستطيعون التغلب على الغزاة الأكثر تسليحًا. وبحث الجانبان عن طريقة لإنهاء الأعمال العدائية.

## رفع الحصار
تم رفع الحصار بعد التوصل إلى معاهدة تم التفاوض عليها من خلال الطرف الجينوي. نصت المعاهدة على هدنة لمدة عشر سنوات. بحلول منتصف أكتوبر، عاد الصليبيون إلى جنوة. بلغت الخسائر الناجمة عن القتال ومرض 274 فارسًا وقائدًا.

## بعد الحرب
احتفل الجانبان بالنصر. فقد صدَّ البربر الغزاة، وكان بوسع أهل جنوة إدارة التجارة مع تدخل أقل. ولم يكن لدى الفرسان الفرنسيين أهداف ملموسة، لكنهم شاركوا من أجل العمل والمجد. وفشلوا في تعلم أي دروس من "مغامرة الفروسية ذات الغطاء الديني". وقد تكررت أخطاؤهم المتمثلة في عدم الإلمام بالبيئة، والافتقار إلى معدات الحصار الثقيلة، والاستخفاف بالعدو، والخلافات الداخلية بعد ست سنوات على نطاق أوسع في حملتهم الصليبية الأخيرة المميتة في نيكوبوليس.